# Massive Luxury Overdose
Massive Luxury Overdose é o segundo álbum de estúdio da banda sueca Army of Lovers,lançado no ano de 1991.O álbum foi lançado em duas versões a versão da europeia inclui três músicas do álbum anterior: My Army of Lovers, Ride of Bullet e Supernatural. A versão a americana foi lançada em 1992,
conta com a presença Michaela Dornonville de la Cour substituindo a Camilla Henemark, o álbum vinha com quatro novas músicas, as músicas My Army of Lovers e Supernatural não foram usadas nesta versão.
As músicas de maiores sucessos foram Crucified que ficou em número em alguns países,Ride of Bullet e Obession também conseguiram uma ótima posição.

## faixas

### Primeira edição
1. We Stand United (3.44)
2. Crucified (3.32)
3. Candyman Messiah (3.24) 
4. Obsession (3.39)
5. I Cross the Rubicon (4.01)
6. Supernatural (3.54)
7. Ride the Bullet (3.42)
8. Say Goodbye to Babylon (4.26)
9. Flying High (3.39)
10. Walking with a Zombie (4.09)
11. My Army of Lovers (3.27)

### Segunda edição
1. Dynasty Of Planet Chromada (3.54) 
2. Crucified (3.32)
3. Candyman Messiah (3.08) 
4. Obsession (3.39)
5. We Stand United (3.44)
6. Say Goodbye to Babylon (4.26)
7. Ride the Bullet (3.27) 
8. The Particle Song (3.26) 
9. Someone Somewhere (3.18) 
10. I Cross the Rubicon (4.01)
11. Flying High (3.39)
12. Walking with a Zombie (4.09)
13. Judgement Day (3.58) 